# Shūsuke Shimada
Shūsuke Shimada (jap. 島田 周輔, Shimada Shūsuke; * 10. Juli 1976 in der Präfektur Kanagawa) ist ein ehemaliger japanischer Fußballspieler.

## Karriere
Shimada erlernte das Fußballspielen in der Jugendmannschaft der Yokohama Marinos. Seinen ersten Vertrag unterschrieb er 1995 ebenfalls bei den Yokohama Marinos, die in der höchsten Liga des Landes, der J1 League, spielten. Mit dem Verein wurde er 1995 japanischer Meister. 1997 wechselte er zu Yokogawa Electric, 1999 dann zum Zweitligisten Albirex Niigata. Für diesen Verein absolvierte er 24 Spiele. 2000 wechselte er zum Drittligisten Otsuka Pharmaceutical. Für diesen Verein absolvierte er 21 Spiele. Ende 2000 beendete er seine Karriere als Fußballspieler.

## Erfolge
Yokohama Marinos
- J1 League

Meister: 1995